# Хабљ
Хабљ (рус. Хабль, адиг. Хьаплъ) река је на југу европског дела Руске Федерације. Протиче преко територије Абинског рејона на југозападу Краснодарске покрајине. Део је басена реке Кубањ и Азовског мора. Свој ток завршава као притока вештачког Крјуковског језера. 
Дужина тока је 54 km, површина сливног подручја 187 km², а просечан пад корита 2,04 м/км тока. Настаје спајањем река Велики и Мали Хабљ. У доњем делу тока позната је и под именом Суви Хабљ (рус. Сухой Хабль) и у том делу њено корито је канализовано. 
Највеће насеље кроз које протиче је станица Холмскаја.